# Стоянович, Стеван
Сте́ван Стоя́нович (серб. Стеван Стојановић / Stevan Stojanović; 29 октября 1964) — югославский футболист, игравший на позиции вратаря.

## Карьера

### Клубная
Воспитанник футбольной школы «Црвены Звезды». Начинал карьеру в 1982 году и был вначале сменщиком Томислава Ивковича. Впервые сыграл в еврокубках в 1987 году: в четвертьфинальной встрече с «Реалом» сербы одержали победу со счётом 4:2, а Стоянович парировал 11-метровый удар от Уго Санчеса (впрочем, в ответной встрече мадридцы победили 2:0 и за счёт голов на чужом поле прошли дальше). Благодаря своей игре Стоянович получил прозвище «Дика-младший» (прозвище «Дика» носил другой вратарь «Црвены Звезды» Александар Стоянович).
Стоянович был настолько важен для команды, что его потеря серьёзно сказывалась на игре всего клуба. Так, в Кубке УЕФА 1989/90 в первой игре против «Кёльна» югославы одержали победу 2:0 благодаря игре Стояновича, однако перед ответной игрой тот травмировал руку и выбыл из строя. Запасной вратарь Звонко Милоевич сыграл слабо и стал виновником поражения 3:0, благодаря которому «Кёльн» прошёл дальше.
В сезоне 1990/91 Стоянович стал капитаном «Црвены Звезды» и выводил клуб с капитанской повязкой на все матчи Кубка чемпионов. Он пропустил всего одну игру, а в остальных матчах не раз помогал команде. Примечательной была его игра в полуфинале против «Баварии»: вначале Стоянович пропустил нелепый гол между ног от Клауса Аугенталера, но затем в ходе матча парировал несколько сложных ударов, а вскоре сам Аугенталер забил в свои ворота, что принесло итоговую победу югославам по сумме двух игр. В финальном матче против «Марселя» Стоянович отыграл 120 минут полностью, а в серии пенальти парировал удар Мануэля Амороса и стал первым вратарём-капитаном, выигравшим Кубок европейских чемпионов.
Ввиду нестабильной политической обстановки Стоянович отправился играть в Бельгию в команду «Антверпен». Там он отметился только выигрышем чемпионства в 1992 году и финалом Кубка обладателей кубков 1993 года, проигранного «Парме». Карьеру завершил в 1995 году.

### В сборной
В составе олимпийской сборной отправился на Олимпиаду в Сеул (1988 год). Несколько раз вызывался в национальную сборную, но не сыграл там ни разу.

## Достижения
- Чемпион Югославии: 1984, 1988, 1990 и 1991
- Обладатель Кубка Югославии: 1985 и 1990
- Чемпион Бельгии: 1992
- Обладатель Кубка европейских чемпионов: 1990/91
- Финалист Кубка обладателей кубков: 1992/93